# Tiền Giang
Tiền Giang is een provincie van Vietnam.
Tiền Giang telt 1.605.147 inwoners op een oppervlakte van 2339 km².

## Districten
Tiền Giang is onderverdeeld in twee steden (Mỹ Tho en Go Cong) en zeven districten:
- Gò Công Đông
- Gò Công Tây
- Chợ Gạo
- Châu Thành
- Tân Phước
- Cai Lậy
- Cái Bè